# Широке (Луцький район)
Широ́ке — село в Луцькому районі, Волинські області. Входить до складу Мар'янівської селищної громади.

## Географія
Село розташоване на правому березі річки Липи.

## Населення
Згідно з переписом УРСР 1989 року чисельність наявного населення села становила 481 особа, з яких 207 чоловіків та 274 жінки.
За переписом населення України 2001 року в селі мешкало 455 осіб.

### Мова
Розподіл населення за рідною мовою за даними перепису 2001 року:
| Мова       | Відсоток |
| ---------- | -------- |
| українська | 99,34 %  |
| російська  | 0,66 %   |

## Релігія
24 лютого 2019 року, у селі відбулись збори громади, на яких обговорювався перехід до Православної церкви України. За перехід проголосували 57 з 62 присутніх, 5 утрималось. Священик попросив почекати до травня. 16 травня 2019 року Свято-Покровська громада УПЦ МП села Широке Горохівського району приєдналася до Православної церкви України.